# Isländsk rätt
Isländsk rätt är en gren av nordisk rätt, vilken i sin tur utgör en huvudgren av den germanska rätten. 
Sedan Island efter 874 börjat befolkas, huvudsakligen av norrmän, utgjorde under den första tiden varje nybygge, som en sluten skara grundlagt, ett samhälle för sig. Men redan omkring år 930 sammanslöt sig hövdingarna för de särskilda, dittills självständiga förbunden till en enda stat. En folkförsamling, alltinget, instiftades, vilken årligen skulle sammanträda på ett en gång för alla bestämt ställe och utöva såväl dömande som lagstiftande verksamhet. Vidare tillsattes en lagsagoman (lögsögumaðr). Hans ämbetsfunktioner bestod i att föra ordet i alltingets lagstiftande och dömande avdelning, lagrätten (lögrétta), att sprida kunskapen om lag och rätt genom att regelbundet hålla rättsföredrag för menigheten på tinget samt att på begäran av envar ge upplysningar rörande svårare rättsfrågor. Den första lagsagomannen blev Ulfljot, som gav Island dess första lagavfattning, Ulfljots lagar, vilka är ytterst ofullständigt bevarade, men förefaller ha nära överensstämt med Gulatingslagen.
Sedan under den närmast följande tiden en rad av särskilda lagar utfärdats (bland vilka märks en om kristendomens införande såsom statsreligion, år 1000, och en om avskaffande av de sista resterna av hednisk rätt, omkring 1016), företogs 1117–1118 en kodifikation, som endast förefaller ha bestått i en officiell redaktion av lagsagomannens rättsföredrag och som efter Haflide Mårsson, som till stor del haft ledningen av arbetet, fick namnet Hafliðaskrá. Denna har i sin ursprungliga lydelse helt gått förlorad. Den utgjorde dock en av grundvalarna till de under namnet Grágás kända omfångsrika uppteckningarna av den isländska fristatens rätt.
Vid sidan av de egentliga lagarna märks för övrigt som rättskällor dels kyrkliga bestämmelser, utfärdade såväl av påvar och ärkebiskopar som av biskopar, dels lokala rättsregler, fastställda genom tingsbeslut, dels slutligen rättsformulär, utarbetade till användning vid särskilda rättsliga handlingar. I den överenskommelse, som ingicks, när ön 1262–1264 kom under norsk överhöghet, blev visserligen islänningarna tillförsäkrade att få åtnjuta isländsk lag och rätt. Men Magnus Lagaböter förstod dock att genomdriva antagandet åtminstone delvis (1271–1273) av en på hans befallning utarbetad lagbok, Járnsíða, huvudsakligen byggd på norsk rätt.
Något senare (1280–1281) lyckades hans son Erik, dock ej utan motstånd från böndernas sida, genomdriva antagandet av den även på befallning av Magnus för Island utarbetade lag, som är känd under namnet Jónsbók. Ehuru Island jämte Norge trädde in i unionen med Danmark, bildades dock ej därigenom någon avdelning i dess rättskällors historia. Därför förblev Jonsboken Islands allmänna landslag, även om den i många hänseenden förändrades genom en mängd lagbud, såväl sådana som stiftats särskilt för Island och danska som där kommit till användning.